# Teurthéville-Hague
Teurthéville-Hague és un municipi francès situat al departament de la Manche i a la regió de Normandia. L'any 2007 tenia 851 habitants.

## Demografia

### Població
El 2007 la població de fet de Teurthéville-Hague era de 851 persones. Hi havia 293 famílies de les quals 46 eren unipersonals (13 homes vivint sols i 33 dones vivint soles), 84 parelles sense fills, 142 parelles amb fills i 21 famílies monoparentals amb fills.
La població ha evolucionat segons el següent gràfic:
Habitants censats

### Habitatges
El 2007 hi havia 341 habitatges, 304 eren l'habitatge principal de la família, 27 eren segones residències i 11 estaven desocupats. Tots els 341 habitatges eren cases. Dels 304 habitatges principals, 265 estaven ocupats pels seus propietaris, 38 estaven llogats i ocupats pels llogaters i 1 estava cedit a títol gratuït; 1 tenia una cambra, 14 en tenien dues, 20 en tenien tres, 81 en tenien quatre i 188 en tenien cinc o més. 231 habitatges disposaven pel capbaix d'una plaça de pàrquing. A 94 habitatges hi havia un automòbil i a 199 n'hi havia dos o més.

### Piràmide de població
La piràmide de població per edats i sexe el 2009 era:
| Homes | Edats   | Dones |
| ----- | ------- | ----- |
| 0     | 95 o +  | 0     |
| 0     | 90 a 94 | 4     |
| 4     | 85 a 89 | 12    |
| 4     | 80 a 84 | 8     |
| 8     | 75 a 79 | 12    |
| 20    | 70 a 74 | 8     |
| 16    | 65 a 69 | 12    |
| 8     | 60 a 64 | 12    |
| 16    | 55 a 59 | 8     |
| 32    | 50 a 54 | 20    |
| 40    | 45 a 49 | 48    |
| 40    | 40 a 44 | 24    |
| 36    | 35 a 39 | 36    |
| 20    | 30 a 34 | 28    |
| 8     | 25 a 29 | 12    |
| 8     | 20 a 24 | 16    |
| 24    | 15 a 19 | 28    |
| 40    | 10 a 14 | 40    |
| 12    | 5 a 9   | 32    |
| 8     | 0 a 4   | 4     |

## Economia
El 2007 la població en edat de treballar era de 583 persones, 417 eren actives i 166 eren inactives. De les 417 persones actives 386 estaven ocupades (211 homes i 175 dones) i 32 estaven aturades (15 homes i 17 dones). De les 166 persones inactives 45 estaven jubilades, 62 estaven estudiant i 59 estaven classificades com a «altres inactius».

### Ingressos
El 2009 a Teurthéville-Hague hi havia 325 unitats fiscals que integraven 938 persones, la mediana anual d'ingressos fiscals per persona era de 18.267 €.

### Activitats econòmiques
Dels 7 establiments que hi havia el 2007, 1 era d'una empresa alimentària, 1 d'una empresa de fabricació d'altres productes industrials, 1 d'una empresa de construcció, 1 d'una empresa de comerç i reparació d'automòbils, 1 d'una empresa d'hostatgeria i restauració i 2 d'empreses de serveis.
Dels 3 establiments de servei als particulars que hi havia el 2009, 1 era una funerària, 1 electricista i 1 perruqueria.
Dels 2 establiments comercials que hi havia el 2009, 1 era una botiga de menys de 120 m² i 1 una fleca.
L'any 2000 a Teurthéville-Hague hi havia 34 explotacions agrícoles que ocupaven un total de 748 hectàrees.

## Equipaments sanitaris i escolars
El 2009 hi havia una escola elemental integrada dins d'un grup escolar amb les comunes properes formant una escola dispersa.

## Poblacions més properes
El següent diagrama mostra les poblacions més properes.